# Triplectides noumeiensis
Triplectides noumeiensis là một loài Trichoptera trong họ Leptoceridae. Chúng phân bố ở miền Australasia.